# Fortune Barisal
Die Fortune Barisal waren eine Cricketmannschaft in Barishal. Das Franchise spielte zwischen der Saison 2012/13 und 2016/17 in der Bangladesh Premier League (BPL).

## Geschichte
Bei der Versteigerung der Franchises am 10. Januar 2012 erzielte das Team den niedrigsten Preis, als es für 1,01 Millionen US-Dollar an die Alif Group verkauft wurde. Bei der Spielerauktion vor der ersten Saison war die wichtigste Erwerbung Chris Gayle.
In der ersten Saison 2012/13 konnte das Team sich für die Playoffs qualifizieren. Dort schlugen sie im Halbfinale die favorisierten Duronto Rajshahi mit 8 Wickets, was vor allem an einem Century über 113* Runs von Ahmed Shehzad lag. Im Finale unterlagen sie dann den Dhaka Gladiators mit 8 Wickets.
In der zweiten Saison 2013/14 unterlag man im entscheidenden letzten Spiel der Vorrunde gegen die Sylhet Royals mit 1 Wicket. Auf Grund schlechterer direkter Begegnungen gegenüber Rajshahi schied man so schon vor den Playoffs aus.
Nach einer zweijährigen Pause wurde ein neuer Franchisenehmer bestimmt und man fand Axiom Technologies, die sich für Barisal entschieden. Für die neue Saison konnten sie unter anderem Chris Gayle verpflichten.
Die dritte Saison der BPL in 2015/16 war hingegen wieder viel Erfolgreicher für das Team. Man qualifizierte sich für das Halbfinale und konnte sich dort gegen die Dhaka Dynamites mit 18 Runs durchsetzen. Dies brachte sie in die Vorschlussrunde, wo sie mit 79 Runs von Sabbir Rahman einen 5 Wicket-Sieg gegen die Rangpur Riders erzielen konnten. Im Finale trafen sie auf die Comilla Victorians, denen sie im letzten Ball mit 3 Wickets unterlagen.
Der wichtigste Neuzugang bei der Spielerauktion für die neue Saison war Mohammad Nawaz. In der vierten Saison 2016/17 schieden sie in der Vorrunde aus, als sie Gruppenletzter wurden.
Für die nächste Saison konnten die Besitzer, Axiom Technologies und der ehemalige BCB-Direktor MA Awal Chowdhury, die fälligen Turniergebühren nicht aufbringen. Daraufhin erklärte die BPL, dass das Team für die Saison nicht zugelassen sei. Die Spieler des Teams wurden in den nächsten Draft zurückgegeben.

## Abschneiden in der BPL
Das Team schnitt in der BPL wie folgt ab:
| Jahr    | Spiele | Siege | Niederlagen | No Result | Endplatzierung (Vorrunde) |
| ------- | ------ | ----- | ----------- | --------- | ------------------------- |
| 2012/13 | 10     | 5     | 5           | 0         | Finale (4/6)              |
| 2013/14 | 12     | 5     | 7           | 0         | Vorrunde (6/7)            |
| 2015/16 | 10     | 7     | 8           | 0         | Finale (3/6)              |
| 2016/17 | 12     | 4     | 8           | 0         | Vorrunde (7/7)            |